# NGC 7709
NGC 7709 ist eine Linsenförmige Galaxie vom Hubble-Typ SB0 im Sternbild Aquarius auf der Ekliptik. Sie ist schätzungsweise 82 Millionen Lichtjahre von der Milchstraße entfernt und hat einen Durchmesser von etwa 55.000 Lichtjahren. 
Das Objekt wurde am 21. Oktober 1886 von Lewis Swift entdeckt.